# Uhu (Zeitschrift)

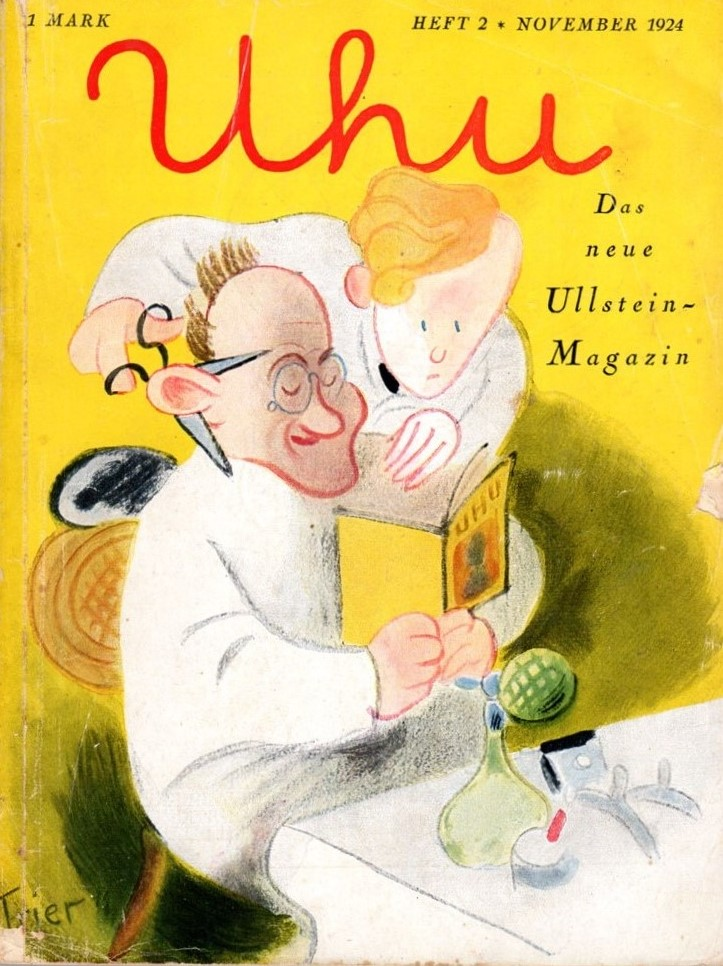
Uhu, Heft 2, 1924, Illustration von Walter Trier

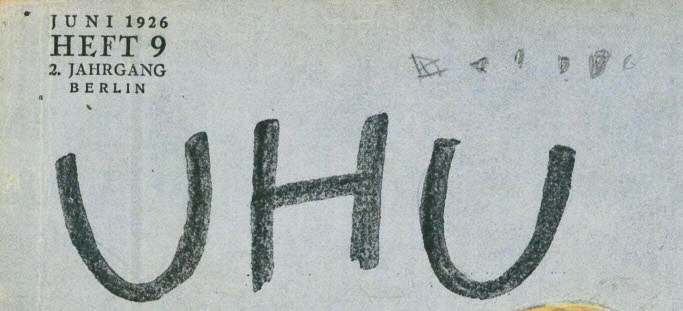
Uhu, Heft 9, 1926, mit handgezeichnetem Logo

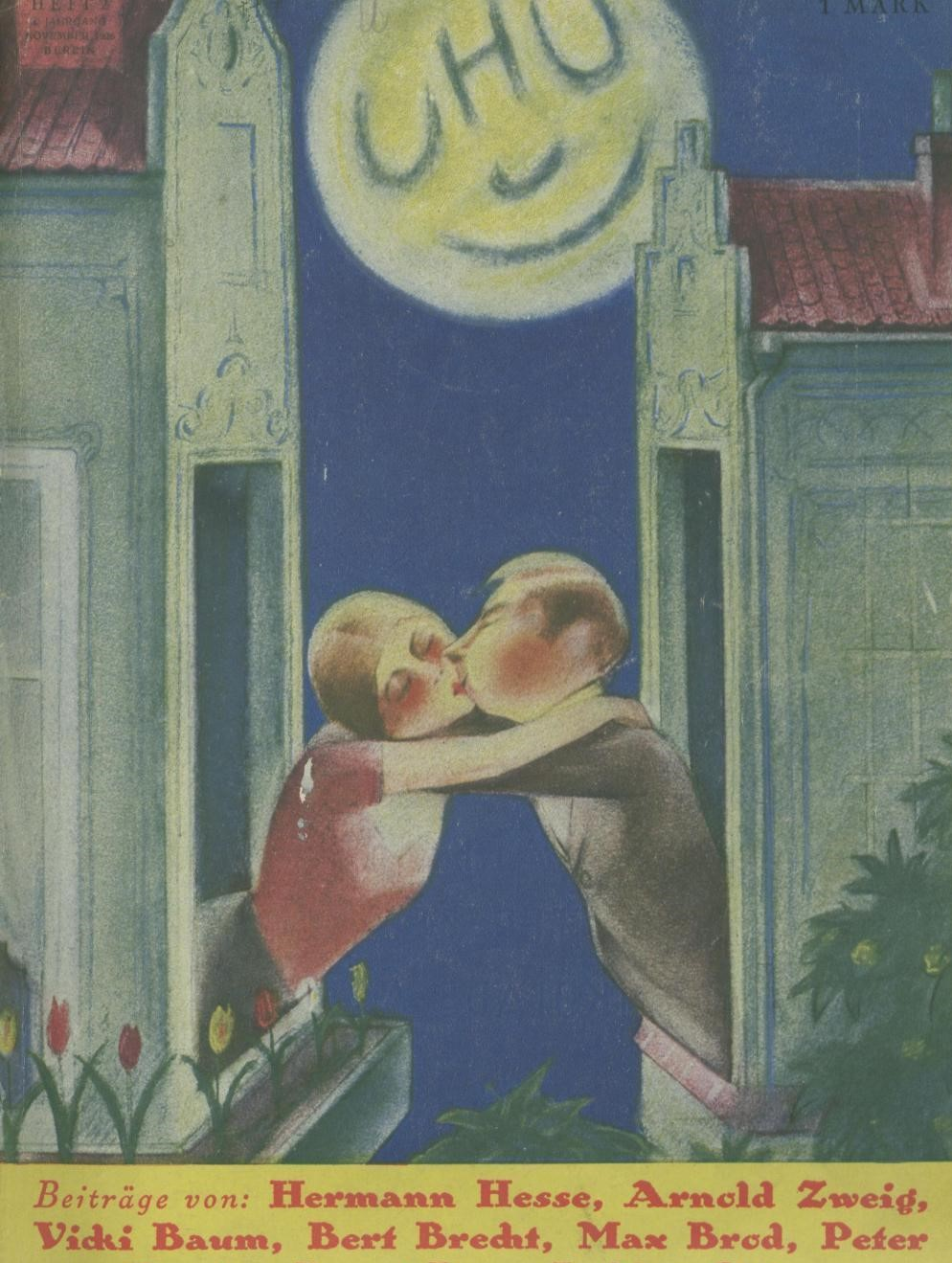
Uhu, Heft 3, 1926, Illustration von Charles Girod

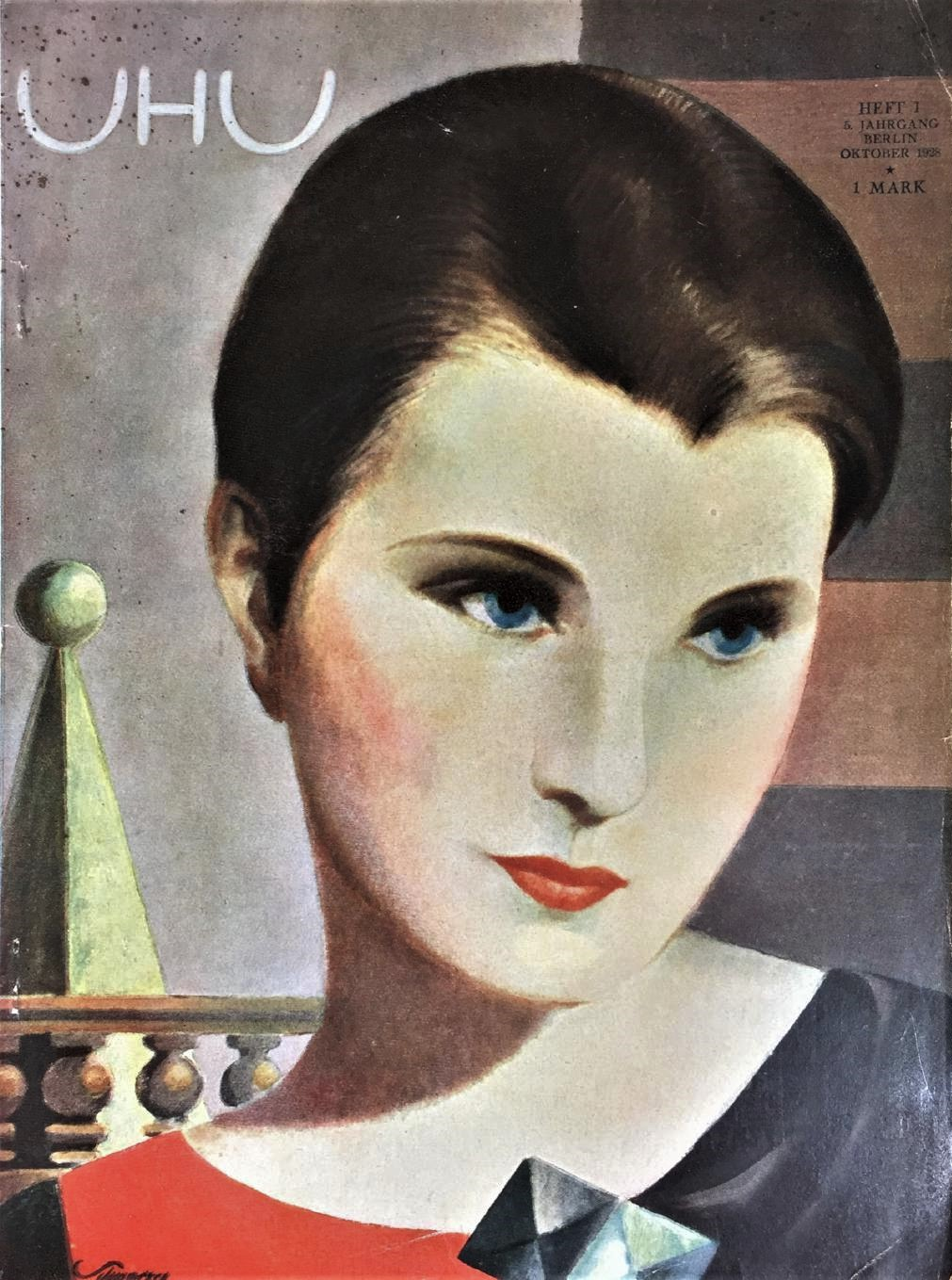
Uhu, Heft 1/1928, Illustration von Edward Dalton Stevens

Uhu war eine von Oktober 1924 bis September 1934 im Berliner Ullstein Verlag erschienene Monatszeitschrift. Sie gilt als wegweisende Publikation der Weimarer Zeit.

## Geschichte
Die Zeitschrift pflegte einen hohen journalistischen Standard und zeigte oftmals lange vor anderen Publikationen Trends in Kultur und Wissenschaft auf, die sich erst später manifestieren sollten, etwa die Bedeutung des Rundfunks und Fernsehens. Anerkannte Schriftsteller und Essayisten wie Walter Benjamin, Bertolt Brecht und Hermann Hesse, aber auch ein Physiker wie Albert Einstein, sowie der später für seine Visualisierungen von Körperfunktionen berühmt gewordene Fritz Kahn oder der Futurist Ludwig Kapeller fanden im Uhu ihre wichtigste Veröffentlichungsplattform.
Titelseiten und Artikel wurden von wechselnden Künstlern wie Ferdinand Barlog, Fritz Biermann, Olaf Gulbransson, Thomas Theodor Heine, George G. Kobbe, Otto Linnekogel, Horst von Möllendorff, Steffie Schäfer-Nathan, Walter Trier und Alfred Will illustriert. Fotografen wie László Moholy-Nagy, Erich Salomon, Lili Baruch, Hedda Walther und Sasha Stone wurden durch ihre Bildbeiträge einem breiteren Publikum bekannt.
Redigiert wurde die Zeitschrift zunächst von Peter Pfeffer alias Kurt Szafranski, dann ab März 1926 von Friedrich Kroner. Zeitweilige Mitarbeiter waren unter anderem der spätere Verlagsgründer Peter Suhrkamp und Kurt Tucholsky, meist unter seinem Pseudonym Theobald Tiger.
Die Zeitschrift bezog zwar frühzeitig Position gegen die Nationalsozialisten, was sich vor allem in Form von Karikaturen wie „Hitler erhält den Friedensnobelpreis 1932“ oder das satirische Reichstags-Rommé niederschlug, war in ihrer gesellschaftlichen Zielrichtung jedoch nicht immer progressiv: So kommt der Gynäkologe Hugo Sellheim in einem Artikel über Frauen im Leistungssport zum Schluss, dass Frauen Niederlagen im Wettkampf persönlich nähmen, wodurch sich ihre Mimik unfraulich verzerre; auch beeinträchtige der Sport die Fruchtbarkeit und sei deshalb abzulehnen.
Der Verlag startete das Blatt auch wegen des Erfolges der Kinderzeitschrift Der heitere Fridolin. Auf Bitte seines früheren Freundes Kurt Szafranski hatte Tucholsky 1924 fünf Wochen an der Konzeption der Zeitschrift mitgewirkt. Unter den Nationalsozialisten überlebte das Magazin noch ein Jahr und wurde ohne Angabe von Gründen eingestellt.
Es erschienen 120 Ausgaben von der 1. Ausgabe im Band 1 1924/25 bis zur 9. Ausgabe im Band 10 1934. Bis auf Band 9 (15 Ausgaben) und Band 10 (9 Ausgaben), hatten alle Bände jeweils 12 Ausgaben. Sie sind online nachzulesen beim Digitalisierungsportal Illustrierte Presse der Sächsischen Landesbibliothek – Staats- und Universitätsbibliothek Dresden zusammen mit der Universität Erfurt.
Eine weit weniger bekannte Zeitschrift gleichen Titels brachte Johann Christoph Glücklich als „humoristisch-satyrische Zeitschrift UHU“ ab 1872, später als Beilage der Wiesbadener Montags-Zeitung und Wiesbadener Nachrichten heraus. Der Wiesbadener Uhu wurde 1889 eingestellt.